# Compacta hirtalis
Compacta hirtalis är en fjärilsart som beskrevs av Achille Guenée 1854. Compacta hirtalis ingår i släktet Compacta och familjen Crambidae. Inga underarter finns listade i Catalogue of Life.